# Tranvia Verona-Grezzana
La tranvia Verona-Grezzana rappresentò, fra il 1922 e il 1958, un forte volano per l'economia della Valpantena. Dopo un iniziale periodo in cui fu gestita dalla Provincia, la linea passò in seguito ad una gestione privata facendo parte di un insieme di tranvie elettriche che caratterizzarono la provincia veronese.

## Storia

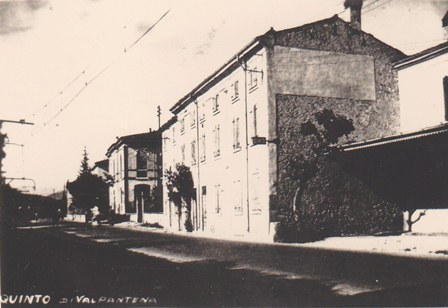
Ex municipio di Quinto di Valpantena, con in primo piano la tranvia

Un incontro fra le autorità di Grezzana e tecnici della Società Anonima dei tramways a vapore delle provincie di Verona e Vicenza avvenne nel 1883 allo scopo di definire le caratteristiche di massima del progetto di una travia lungo la Valpantena. Tale società, di diritto belga, era concessionaria della tranvia Verona-Caldiero-San Bonifacio, di cui la Verona-Grezzana avrebbe costituito una diramazione.
Il 2 maggio 1910 il consiglio provinciale deliberò di erogare un sussidio chilometrico per l'esercizio della linea, i lavori di costruzione della quale tuttavia si svolsero tuttavia a rilento, anche in conseguenza delle vicende legate alla prima guerra mondiale.
La convenzione per l'esercizio della linea fu stipulata il 23 dicembre 1921 con la provincia di Verona per la concessione della costruzione e dell'esercizio della tramvia a trazione elettrica da Verona (Porta Vescovo) a Grezzana in Valpaniena sancita con regio decreto n. 860 del 1º maggio 1925. L'esercizio, provvisorio in attesa del succitato decreto, fu avviato il 10 dicembre 1922. La concessione aveva durata sessantennale e il contributo erogato dallo Stato, per 35 anni, sarebbe stato pari a 9.500 Lire/anno.
La gestione del complesso di linee ferrotranviarie in gestione alla Provincia risultava alquanto eterogenea, sia per il materiale impiegato sia per la situazione delle singole concessioni. La gestione pubblica fu contrassegnata da un crescente passivo che portò, nel 1935, alla decisione di subconcedere all'industria privata l'esercizio dell'intera rete che fu dunque affidato alla Società Anonima Esercizi Riuniti (SAER), società già attiva nel settore.
Dal 1943 il regime di affidamento mutò, consentendo alla SAER di acquisire direttamente i proventi di esercizio. La seconda guerra mondiale era però alle porte e non tardò a far sentire i suoi effetti negativi. Durante tale periodo l'esercito tedesco, per motivi strategici, tentò di realizzare il preesistente progetto di collegamento in galleria fra le stazioni di Porta San Giorgio (capolinea della Ferrovia Verona-Caprino-Garda) e Porta Vescovo, così da connettere le due reti SAER; il cantiere dell'opera fu tuttavia abbandonato poco dopo l'avvio dei lavori.
Terminata nel 1948 la ricostruzione post bellica fu in seguito affidato agli ingegneri Guido Corbellini ed Ernesto Stagni l'incarico di studiare un piano di ammodernamento in conformità con la Legge n. 1221 del 2 agosto 1952, che prevedeva finanziamenti al trasporto pubblico purché fossero eliminate numerose tratte ferrotranviarie allora considerate "rami secchi". Fu dunque disposta con Decreto ministeriale n. 3451 del 30 novembre 1955 la trasformazione in filovie delle tranvie extraurbane veronesi e della Verona-Domegliara con chiusura della ferrovia per Caprino e Garda e delle restanti tranvie.

## Caratteristiche
| Unknown route-map component "uexKBHFa" |

| Unknown route-map component "uexHST" |

| Unknown route-map component "uexHST" |

| Unknown route-map component "uexBHF" |

| Unknown route-map component "uexHST" |

| Unknown route-map component "uexBHF" |

|  | Unknown route-map component "uexABZg+l" | Unknown route-map component "uexCONTfq" |

|  | Unused straight waterway | Unknown route-map component "CONTl+f" |

|  | Unknown route-map component "uexKBHFe" | Station on track |

|  |  | Unknown route-map component "CONTf@F" |

La tranvia, collegava, con un percorso di progetto di 9,083 km il Comune di Grezzana a Porta Vescovo. Il progetto fu firmato dall'ingegner Giuseppe Tromba. La velocità massima consentita non superava i 30 Km orari.
L'elettrificazione fu attuata a 1.350 V c.c., in analogia con le altre linee esercite dalla TVV.

### Percorso
Lungo la linea le principali località servite erano Poiano, dotata di scalo merci, posta su terreno pianeggiante al di fuori dall'abitato, Quinto, un piccolo edificio di fronte al municipio e la semplice fermata di Marzana, località nella quale il binario passava sull'altro lato della strada. La stazione di Grezzana era munita di rimessa per motrici e vetture. Nei pressi del ponte del Barana esisteva il raccordo con le Industrie Stoppa.

## Caratteristiche
Per l'esercizio della linea la TVV si dotò appositamente di due elettromotrici a 4 assi da 49 kW e 6 rimorchiate dotate di intercomunicante; a Grezzana era presente una rimessa per il ricovero di tale materiale.